# Pedro Gadanho
Pedro Gadanho (Covilhã, 1968) es un arquitecto, gestor, curador de arte y autor portugués.

## Biografía
Nacido en la localidad portuguesa Covilhã, es licenciado en Arquitectura por la Facultad de Arquitectura de la Universidad de Oporto (FAUP), obtuvo un máster en Arte y Arquitectura en el Instituto Kent de Arte y Diseño del Reino Unido y un doctorado en Arquitectura y Mass Media en la FAUP, donde también fue docente.
Desarrolla como curador el proyecto Eco-Visionaries en el que muestra el impacto de la crisis climática y con el que ha recorrido distintos espacio y países como la Royal Academy (Reino Unido), Matadero Madrid y LABoral (España) o el Bildmuseet (Suecia). En 2020 fue Loeb Fellow de la Universidad de Harvard y con anterioridad dirigió el Museo de Arte, Arquitectura y Tecnología de Lisboa (2015-2019), fue comisario de arquitectura contemporánea en el Museo de Arte Moderno de Nueva York (MoMA), y responsable allí del Programa de Jóvenes Arquitectos y comisario de exposiciones, entre ellas, «9+1 Ways of Being Political», «Uneven Growth», «Endless House» y «A Japanese Constellation». Ha dirigido la revista Beyond, Short Stories on the Post-Contemporary y ha sido coeditor de ExperimentaDesign (200-2004). Como autor, ha escrito el libro Arquitectura em Público (Dafne Editora, 2011), que fue reconocido con el Premio FAD 2012.